# Jan Krajewski (drzeworytnik)
Jan Krajewski (ur. przed 1874, zm. po 1890) – drzeworytnik warszawski.

## Życiorys
Czynny w latach 1874–1890. Do 1879 roku rytował dla „Kłosów”, potem pracował dla „Tygodnika Ilustrowanego” i „Biesiady Literackiej”. Jego drzeworyty wyróżniały się wysokim poziomem artystycznym i technicznym. Rytował drzeworyty z rysunków: Feliksa Brzozowskiego, Józefa Ejsmonda, Jana Konopackiego Wojciecha Kossaka, Edmunda Perlego; wg rysunków Michała Andriollego wykonał: Dwa światy i Rodzina w niedoli, Franciszka Kostrzewskiego: Czytelnicy dzienników i Nowy sąsiad, Wojciecha Grabowskiego: Zapowiedź dnia galowego w miasteczku, Pokątny doradca, Pogrzeb żydowski i Przy studni.